# Tricentra benevisio
Tricentra benevisio là một loài bướm đêm trong họ Geometridae.